# 光蓼
光蓼（学名：Polygonum glabrum），也叫紅辣蓼，为蓼科蓼属下的一年生草本植物，高70-120厘米，广泛分布于亞洲、非洲及美洲的熱帶及亚熱帶地區，全草辛、涼、有小毒，入药可行氣活血、止痛。

## 扩展阅读
- 維基物種上的相關：紅辣蓼